# Agorisme
L'agorisme és la filosofia política llibertària que defensa la meta d'aconseguir una societat en la qual totes les relacions entre les persones siguin intercanvis voluntaris per mitjà de la lluita contra l'economia. Va ser creat pel filòsof llibertari Samuel Edward Konkin III el 1975.

## Ideologia
La majoria d'agoristes es consideren a si mateixos "anarquistes de mercat", mentre que alguns autors ho veuen com una forma de liberalisme d'esquerra. Els agoristes generalment s'oposen a votar pels candidats polítics i la reforma política. En canvi, subratllen la importància de les estratègies alternatives en comptes de la política per aconseguir una societat lliure. També afirmen que podem aconseguir una societat lliure més fàcil i més ràpid mitjançant l'ús d'aquests mètodes alternatius. Aquestes estratègies alternatives consisteixen en l'educació, l'acció directa, l'esperit empresarial i l'economia contramesures.

### Classes d'agoristes segons la teoria de Konkin
Konkin va desenvolupar una teoria que incloïa, empresaris, capitalistes no-estatistes i capitalistes estatistes:
| empresaris                                                         | capitalistes no-estatistes                                                                   | pro-capitalista estatista         |
| (bo)                                                               | (neutral)                                                                                    | (dolent)                          |
| innovador, que pren riscos, productor; la força d'un mercat lliure | posseïdors de capitals relativament sense consciència ideològica, i "autònoms no innovadors" | "Mal principal del regne polític" |

Konkin va dir que, si bé aquestes tres classes són diferents, hi ha anarcocapitalistes que solen confondre la primera i la segona així com els "marxants i col·lectivistes vulgars" confonen les tres.

## Etimologia
El terme va ser encunyat per Konkin, i ve de la paraula grega "àgora", en referència a un lloc obert per al muntatge i el mercat a l'antiga polis.

## Història
El tractat de Konkin New Libertarian Manifesto va ser publicat el 1980. Anteriorment, la filosofia havia estat presentada a la novel·la de ciència-ficció de J. Neil Schulman Alongside Night el 1979. L'exemple d'Ayn Rand, presentant les seves idees en forma d'una obra de ficció a La Rebel·lió d'Atlas, s'havia inspirat en Schulman. L'epíleg de Konkin en la novel·la, "How Far Alongside Night?", acredita a Schulman amb la integració de la "ciència de la contra-economia" amb la filosofia econòmica bàsica de Konkin.

## Crítiques
L'oposició dels agoristes a votar difereix de les opinions de Murray Rothbard, que van defensar l'acte de votar. Rothbard va denunciar obertament l'agorisme de Konkin:
| «                 | Tota la teoria Konkin parla només pels interessos i preocupacions de les classes marginals que treballen per compte propi. La gran majoria de les persones són treballadors a salari de temps complet, són les persones amb treballs estables. Konkin no té res a dir a aquestes persones. Adoptar l'estratègia de Konkin, llavors, que en aquesta única raó, serveix per entrar en un carreró sense sortida per al moviment llibertari. No podem guanyar si no hi ha possibilitat de parlar de les preocupacions de la gran massa dels assalariats en aquest i altres països. | » |
| — Murray Rothbard | |   |

Konkin va respondre a les crítiques de Rothbard.